# Mundialito de Clubes de Futebol de 7 de 2012
O Mundialito de Clubes de Futebol de 7 de 2012 foi realizado entre os dias 1º e 5 de agosto de 2012 na arena montada no Sambódromo do Rio, e foi o primeiro da história.
Também disputaram o torneio o Flamengo, do Brasil (vice-campeão), a Lazio da Itália, o Argentinos Juniors da Argentina, o Peñarol do Uruguai e o Sidekicks do México.
| Ano           | Local                                                     | Campeão  | Vice-campeão | Terceiro lugar | Jogador do torneio | Artilheiro | Melhor goleiro | Gols (média por jogo) |
| ------------- | --------------------------------------------------------- | -------- | ------------ | -------------- | ------------------ | ---------- | -------------- | --------------------- |
| 2012 Detalhes | Brasil · Sambódromo da Marquês de Sapucaí, Rio de Janeiro | Botafogo | Flamengo     |                |                    |            |                |                       |

| Campeão Mundialito 2012 Futebol 7 |
| --------------------------------- |
| Botafogo (1º Título)              |